# Somebody to Love
Somebody to Love är en ballad av det brittiska rockbandet Queen, utgiven på albumet A Day at the Races 1976. Låten tog sig till plats 2 på den brittiska singellistan (men toppade på andra ställen) och var därmed med på Greatest Hits (1981).
Låten är en av bandets mest kända och var Freddie Mercurys egen favoritlåt. Den är noterbar då den har en gospelkör, som dock endast består av Mercury, Brian May och Roger Taylor.

## Medverkande
- Roger Taylor - trummor, kör
- John Deacon - bas
- Brian May - gitarr, kör
- Freddie Mercury - sång, piano